# Зграда експозитуре Државне хипотекарне банке
Зграда експозитуре Државне хипотекарне банке подигнута је 1937. године у главној улици Зрењанина, улици краља Александра I Карађорђевића, у оквиру Старог градског језгра, као Просторно културно-историјске целине од великог значаја.
Хипотекарна банка је саграђена на месту две раскошне једноспратнице подигнуте у духу романтизма средином 19. века које је ова банка откупила и на њиховом месту саградила нов, функционалан објекат. 
Банка је подигла своју зграду као прву модерну, безорнаменталну грађевину чију архитектонску опну чине све сами амблеми архитектонског модернизма: равна кровна конструкција, фасаде ослобођене другостепене пластике и украса, масивни носач заставе. Широко моделовано приземље у правилном квадратном растеру обложено је каменим плочама. Главни акценат прочеља је широки, заобљени еркер у висини првог и другог спрата, док је у приземљу то масивни централни улаз увучен у односу на раван фасаде – ликовно заокружен репрезентативним улазним вратима у комбинацији дрвета, стакла и метала која воде у пространи банчин хол, шалтер салу и канцеларије. 
Архитекта је предвидео слободностојећу скулптуру атлете на постаменту на главној фасади, али се од те замисли одустало. У сутерену су биле смештене разне оставе и магацини док су на првом и другом спрату пројектовани пространи, луксузни станови за руководиоце банке.
О аутору пројекта се засада готово ништа не зна. У новинском тексту поводом изградње објекта стоји да је пројекат израђен у бироу архитекте Живковића из Београда. Новинари помињу и инжењера Драгана Поповића испред Хипотекарне банке, а његов потпис заиста и налазимо на плановима, уз потпис архитекте Петковића.